# Pulseras rojas (Chile)
Pulseras rojas es la adaptación chilena de la serie de televisión española homónima, transmitida por TVN y producida en conjunto por Wood Producciones. La adaptación de guiones al contexto chileno la hizo Enrique Videla, mientras que la dirección está a cargo de Julio Jorquera.

## Descripción
Seis jóvenes de entre 12 y 17 años coinciden en un hospital infantil a causa de diferentes enfermedades. La serie muestra cómo es la vida de estos jóvenes en el hospital, su adaptación y de qué manera la estancia en el centro cambia la vida de la gente que les rodea. Una mirada optimista y emotiva, donde se muestran temas como el amor, la familia y la amistad.

## Elenco
- Lucas Sáez como Lautaro "Líder"
- Santiago Figueroa como Sebastián "2.do líder"
- Ignacia González como Cristina "La chica"
- Andrés Silva como Marco "El inteligente"
- Joseff Messmer como Ignacio " El mino"
- Matías Bassi como Lucas "El imprescindible"
- José Secall como Benito
- Paulina Urrutia como Dra. Patricia Andrade
- Matías Oviedo como Dr. Juan José
- María Gracia Omegna como Millaray Muñoz
- Natalia Grez como Ana María
- Ángela Prieto como Antonia
- Alberto Zeiss Padre de Nacho
- Gabriela Aguilera como Viviana
- Luis Uribe como Andrés
- Andrea Velasco como Carola
- Diego Ruiz como Aarón
- Juan Alcayaga como Raimundo
- Dyana Espinoza como Nutrióloga
- Johanna Godoy como Olga
- Matías Orrego como Roger
- David Olguisser como Rubén
- Margarita Sánchez como Ale
- Sebastián Jara como Bruno
- Paulo Meza como Técnico ortopedia
- Eduardo Burlé como Dr. Rojas
- Lucas Cespede como Líder
- Massimo Chiesa como Rodrigo
- Hernando Lattus como Lisiado
- Guilda Maureira como Enfermera
- Jonathan Prado como Anestesista
- Christian Quevedo como Roberto
- Vittorio Yaconi como Asistente Sename
- Natalia Valladares como Radióloga
- Paulina Eguiluz como Enfermera Esther
- Javier Escuti como Enfermero quimioterapia
- Elvis Fuentes como Padre de Óscar
- Constanza Olejnik como Enfermera
- Emilio Salinas como Óscar
- Pablo Striano como Dr. Larraín
- Jaime Aránguiz como Candado 3
- Martín Vicuña como Martín
- Maximiliano Castro como Jugador de póker
- Marcos Ramos como Jugador de póker
- Jessica Carrasco como Madre de Lautaro
- Nicolás Allende como Neurólogo
- Diego León Flores como Hijo de neurólogo

## Producción

### Preproducción
Tras un casting en el que participaron más de seis mil niños y adolescentes, Wood Producciones y TVN consiguieron dar con los seis jóvenes protagonistas de la historia, quienes comenzaron con clases de dicción y de preparación física para iniciar las grabaciones de la versión chilena de la exitosa serie española "Pulseras rojas".
Uno de los desafíos de los jóvenes -cuyas edades fluctúan entre los 9 y los 16 años- es aprender a moverse en silla de ruedas, por lo que, tomaron clases en el Centro de Rehabilitación Pedro Aguirre Cerda. Muchos de ellos también tuvieron que raparse y maquillarse para parecer enfermos. "Es un trabajo de look necesario. Pero lo importante es dejar en claro que, más que darle una connotación dramática a la historia, la idea es entregar un mensaje esperanzador al público", enfatiza el realizador.

### Rodaje
Las grabaciones comenzaron el lunes 25 de noviembre de 2013 y finalizando el 25 de marzo de 2014, teniendo como locación oficinas de Ciudad Empresarial, locaciones que dan vida al ficticio centro asistencial. El Hospital Clínico de La Florida y el Hospital El Carmen de Maipú también han prestado parte de sus instalaciones para dar vida al principal escenario donde se desarrolla la acción.

### Promoción
El 13 de febrero de 2014, el canal comenzó con la promoción en pantalla. En el primer spot se muestra al grupo de jóvenes protagonistas en la sala del hospital en el que se desarrolla la trama.

## Capítulos
| N.º (serie) | N.º (temp.) | Título                                   | Fecha de emisión    |
| ----------- | ----------- | ---------------------------------------- | ------------------- |
| 1           | 1           | «Optimismo y ganas de vivir»             | 31 de marzo de 2014 |
| 2           | 2           | «Misma realidad... Diferentes emociones» | 7 de abril de 2014  |
| 3           | 3           | «Los seis pulseras ya están juntos»      | 14 de abril de 2014 |
| 4           | 4           | «Lluvia que limpia el alma»              | 21 de abril de 2014 |
| 5           | 5           | «Amistad que alivia el dolor»            | 28 de abril de 2014 |
| 6           | 6           | «Un domingo lleno de sorpresas»          | 5 de mayo de 2014   |
| 7           | 7           | «Noche de Año Nuevo»                     | 12 de mayo de 2014  |
| 8           | 8           | «Pérdidas y ganancias»                   | 19 de mayo de 2014  |
| 9           | 9           | «Entre la vida y la muerte»              | 26 de mayo de 2014  |
| 10          | 10          | «Los pulseras rojas despiden a Ignacio»  | 2 de junio de 2014  |
| 11          | 11          | «Entre el amor y la amistad»             | 9 de junio de 2014  |
| 12          | 12          | «¿Hay un ángel en el hospital?»          | 16 de junio de 2014 |
| 13          | 13          | «El adiós de los pulseras rojas»         | 23 de junio de 2014 |